# Ted Griffin
Pour les articles homonymes, voir Griffin.
Ted Griffin (né le 21 décembre 1970 à Pasadena) est un scénariste américain.

## Filmographie
- 1999 : Vorace
- 2001 : Ocean's Eleven
- 2003 : Les Associés (Matchstick Men)
- 2005 : La rumeur court...
- 2010 : Terriers (série TV)
- 2011 : Le Casse de Central Park (Tower Heist)
- 2015 : Prémonitions (Solace) d'Afonso Poyart